# Felsritzungen an der Asnæs Kirke

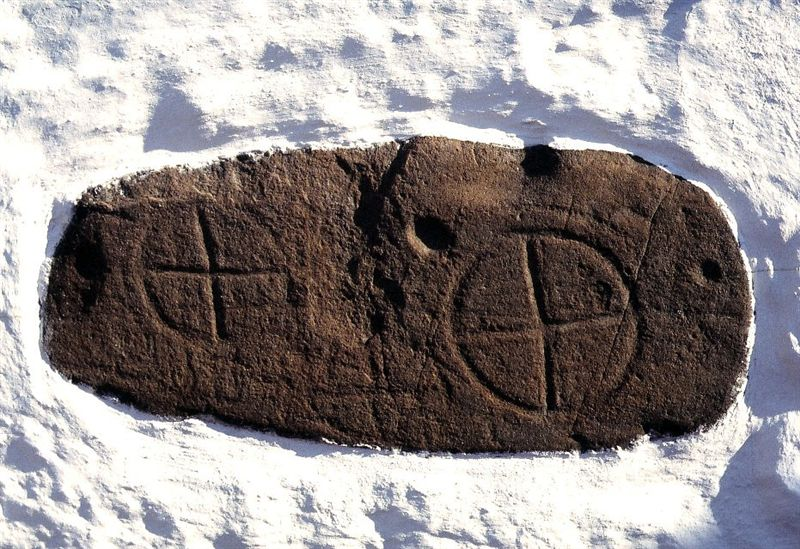
Felsritzungen an der Asnæs Kirke

Die Felsritzungen an der Asnæs Kirke liegen in Asnæs, in der Kommune Odsherred auf der dänischen Insel Seeland.
Auf einem vom weißen Verputz freigelegten Stein in der Südseite der Kirchenmauer, westlich des Karnhauses und nahe dem Turm der Asnæs Kirke sind zwei Radkreuze (dänisch Hjulkorser) und drei Schälchen (dänisch Skåltegn) eingraviert. Derartige Petroglyphen (dänisch Helleristninger) der Ikonografie der nordischen Vorzeit stammen allgemein aus der Bronzezeit und kommen in Dänemark, Deutschland und Skandinavien vor. 
Das Radkreuz ist ein Abbild der Sonne bzw. der Sonnenscheibe, andererseits kann es laut dem dänischen Archäologen Flemming Kaul als Symbol für den Tag-Nacht-Zyklus sowie den Zyklus der Jahreszeiten interpretiert werden. Im Mittelalter ist es als Weihekreuz an Kirchen verwendet worden.